# Курникова, Татьяна Станиславовна
Татьяна Станиславовна Курникова (род. 1 января 1965, Баку) — советская пловчиха, многократная чемпионка СССР (1984—1986), двукратный призёр чемпионата Европы (1985), победительница соревнований «Дружба-84» (1984). Заслуженный мастер спорта СССР (1984).

## Биография
Татьяна Курникова родилась 1 января 1965 года в Баку. С 1972 года занималась плаванием в ДСО «Трудовые резервы», где тренировалась под руководством Станислава Сергеева (1972—1973), Евгения Стрижакова (1973—1978) и Михаила Цирулина (1978—1981). В дальнейшем в сборной страны с ней работали Алексей Красиков, Глеб Петров и Владимир Семушев.
Специализировалась в плавании баттерфляем. Наиболее значимых результатов добивалась в середине 1980-х годов, когда многократно становилась чемпионкой и рекордсменкой СССР на дистанциях 100 и 200 метров. С 1981 по 1986 год входила в состав сборной страны. В 1984 году на международных соревнованиях «Дружба-84» завоевала 4 награды различного достоинства, в том числе золотую медаль на дистанции 100 метров, установив на ней новый рекорд Европы (59,41). В 1985 году была серебряным (комбинированная эстафета) и бронзовым (100 метров) призёром чемпионата Европы в Софии.  
В 1986 году окончила Азербайджанский государственный институт физической культуры. В том же году завершила свою спортивную карьеру. В 1992—2005 годах жила в городе Новомичуринск Рязанской области. В дальнейшем переехала в Москву. Занималась тренерской деятельностью в СДЮШОР «Юность Москвы» (2005—2011) и СДЮШОР по плаванию городского округа Мытищи (2011—-2014). В 2014—2022 годах работала инструктором в центре физической культуры и спорта ВАО г. Москвы. 